# Evlaševo
Evlaševo (in russo Евлашево?) è un insediamento di tipo urbano della Russia europea centrale, situato nel Penzenskij rajon dell'oblast' di Penza.
Si trova 12 km a est di Kuzneck. Passa vicino all'insediamento la strada M5 «Ural».